# Lijst van burgemeesters van Asjdod
Dit is een lijst van burgemeesters van Asjdod, een kuststad in het westen van Israël.
- Robert Hayim: 1961-1963
- Avner Garin: 1963-1969
- Zvi Zilker: 1969-1983
- Arye Azulay: 1983-1989
- Zvi Zilker: 1989-2008 (tweede maal)
- Yehiel Lasri: 2008-heden

Asjdod · 
Bat Yam · 
Beër Sjeva · 
Eilat · 
Haifa · 
Holon · 
Jeruzalem · 
Petach Tikwa · 
Risjon Letsion · 
Tel Aviv